# Gemmipass
Gemmipass är ett bergspass i Schweiz.   Det ligger i distriktet Leuk och kantonen Valais, i den södra delen av landet, 60 km söder om huvudstaden Bern. Gemmipass ligger 2 242 meter över havet.
Terrängen runt Gemmipass är mycket bergig, och sluttar söderut. Närmaste större samhälle är Sierre, 13,0 km sydväst om Gemmipass. 
Trakten runt Gemmipass består i huvudsak av gräsmarker. Runt Gemmipass är det glesbefolkat, med 18 invånare per kvadratkilometer.